# لویی کارتیه
لویی کارتیه (به فرانسوی: Louis Cartier) (زاده ۱۸۷۵ - درگذشته ۱۹۴۲) کارآفرین و ساعت‌ساز فرانسوی بود، که در سال ۱۸۹۹ شرکت کارتیه را تأسیس کرد. کارتیه در سال ۱۹۰۴ به سفارش خلبان مشهور برزیلی البرتو سانتوس، که از دوستان وی بود، نخستین ساعت مچی مردانه را طراحی نمود.
شرکت کارتیه تا سال ۱۹۶۴ تحت کنترل خانواده کارتبه باقی ماند، تا اینکه توسط شرکت سوئیسی ریشمون خریداری گردید. کارتبه در حال حاضر یک شرکت تابعه از کمپانی ریشمون است. کارتبه امروزه از برندهای مشهور جواهرات و ساعت بشمار می‌آید.